# Pratiús (Pindoretama)
Pratiús é um distrito do município brasileiro de Pindoretama, no litoral leste da Região Metropolitana de Fortaleza, no estado do Ceará. De acordo com o Instituto Brasileiro de Geografia e Estatística(IBGE), sua população no ano de 2010 era de 3,198 habitantes, sendo 1,619 mulheres e 1,579 homens, possuindo um total de 1,560 domicílios particulares.  Foi criado pela Lei Municipal nº 247 de 06 de setembro de 2005.